# Zygomyia valida
Zygomyia valida är en tvåvingeart som beskrevs av Johannes Winnertz 1863. Zygomyia valida ingår i släktet Zygomyia och familjen svampmyggor. Arten är reproducerande i Sverige. Inga underarter finns listade i Catalogue of Life.